# 프레데리크 바쇠르
프레데리크 바쇠르(Frédéric Vasseur, 1968년 5월 28일 ~ )는 프랑스의 모터스포츠 임원, 사업가이자 공학자이다. 2023년부터 스쿠데리아 페라리의 팀 수석을 맡고 있으며 르노, 자우버와 알파 로메오 팀의 수석을 지냈다.
프랑스 드라베이에서 태어나 프랑스 고등항공자동차제조학교(ESTACA)에서 항공우주공학을 전공했다. 1996년 ASM을 설립하여 여러 회의 포뮬러 3 챔피언십 우승을 달성했다. 2004년 니콜라스 토드(Nicolas Todt)와 ART 그랑프리 팀을 공동설립하고 2005년 니코 로스베르크, 2006년 루이스 해밀턴으로 GP2 시리즈를 2연속 우승했다. 2017년까지 ART 그랑프리를 이끌며 GP2 팀 챔피언십을 4회 우승하였으며 2005년부터 2009년가지 포뮬러 3 유로 시리즈를 5번 연속 우승하였다. 2016년 르노가 포뮬러 원에 복귀하면서 팀 수석을 맡았으며, 이듬해 자우버로 옮겼다. 여섯 번의 시즌을 자우버, 알파 로메오에서 지내다가 2023년 스쿠데리아 페라리의 수석으로 옮겼다.